# Gościeradów (gmina)
Gościeradów – gmina wiejska w województwie lubelskim, w powiecie kraśnickim. W latach 1975–1998 gmina położona była w województwie tarnobrzeskim.
Oficjalna siedziba gminy to Gościeradów (nie istnieje taka miejscowość), choć urząd gminy znajduje się we wsi Gościeradów Ukazowy.
Według danych z 30 czerwca 2004 gminę zamieszkiwało 7411 osób.

## Ochrona przyrody
Na obszarze gminy znajdują się następujące rezerwaty przyrody:
- (krajobrazowo-leśny) rezerwat przyrody Doły Szczeckie – chroni formy skalne, krasowo-morfologiczne porośnięte naturalnym lasem z dużym udziałem buka;
- (leśny) rezerwat przyrody Marynopole – chroni fragment drzewostanów jodłowych na północno-wschodniej granicy zasięgu jodły.

## Struktura powierzchni
Według danych z roku 2002 gmina Gościeradów ma obszar 158,56 km², w tym:
- użytki rolne: 52%
- użytki leśne: 42%

Gmina stanowi 15,77% powierzchni powiatu.

## Demografia

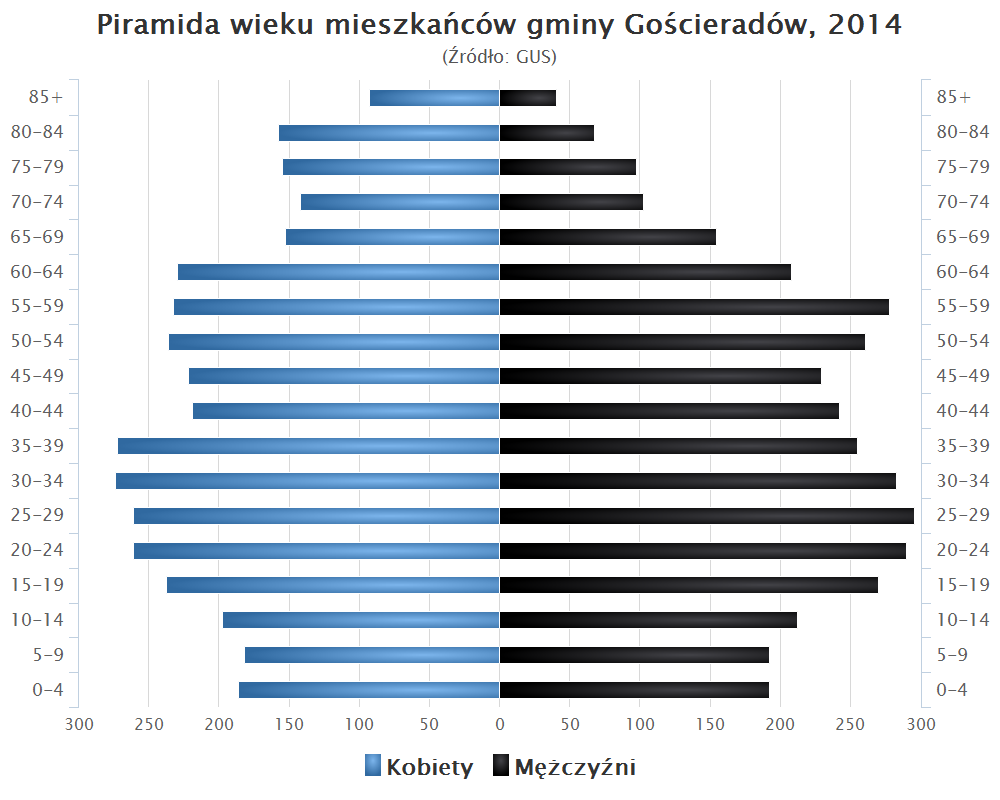
Piramida wieku mieszkańców gminy Gościeradów w 2014 roku

Dane z 30 czerwca 2004:
| Opis                              | Ogółem | Ogółem | Kobiety | Kobiety | Mężczyźni | Mężczyźni |
| --------------------------------- | ------ | ------ | ------- | ------- | --------- | --------- |
| jednostka                         | osób   | %      | osób    | %       | osób      | %         |
| populacja                         | 7411   | 100    | 3770    | 50,9    | 3641      | 49,1      |
| gęstość zaludnienia (mieszk./km²) | 46,7   | 46,7   | 23,8    | 23,8    | 23        | 23        |

## Sołectwa
Aleksandrów, Gościeradów Os. POM, Gościeradów Os. Zachód, Gościeradów Ukazowy, Gościeradów-Folwark, Gościeradów-Kolonia, Gościeradów Plebański, Księżomierz Dzierzkowska, Księżomierz Gościeradowska, Księżomierz Kościelna, Księżomierz-Kolonia, Liśnik Duży, Liśnik Duży-Kolonia, Łany, Marynopole, Mniszek, Salomin, Suchodoły, Szczecyn, Wólka Gościeradowska, Wólka Szczecka.

## Miejscowości bez statusu sołectwa
Agatówka, Baraki, Belweder, Gościeradów-Zastawie, Kotowszczany Dół, Księżomierz-Osada, Liśnik, Marynopole (osada leśna), Maziarka, Sadki, Sosnowa Wola, Wymysłów, Zawólcze.

## Sąsiednie gminy
Annopol, Dzierzkowice, Radomyśl nad Sanem, Trzydnik Duży, Zaklików